# Hermitische operator
Een matrix is op te vatten als voorstelling van een lineaire afbeelding. Men spreekt dan ook van hermitische lineaire afbeeldingen en heel algemeen van hermitische lineaire operatoren indien zij zelf-geadjungeerd zijn. De eerstgenoemde eigenschap leent zich goed voor de generalisatie van het begrip hermitisch.

## Algemene definitie
Van een operator u in een hermitische ruimte E zegt men dat deze hermitisch is als:
{\displaystyle \forall x\in E,\forall y\in E,(u(x)|y)=(x|u(y))}
In een orthonormale basis is de matrix van zo'n operator gelijk aan de getransponeerde matrix van zijn geconjugeerde zelf-geadjungeerde. Er geldt dat:
{\displaystyle A^{\dagger }={}^{t}(A)^{*}}
Dus als {\displaystyle A=A^{\dagger }}, is A een matrix van een hermitische operator.
In de theoretische natuurkunde en de kwantummechanica wordt een operator hermitisch genoemd indien de volgende relatie geldt:
{\displaystyle \langle \Psi _{i}|{\hat {A}}|\Psi _{j}\rangle \equiv \langle \Psi _{j}|{\hat {A}}|\Psi _{i}\rangle ^{*}}
Dit is de Diracnotatie voor
{\displaystyle \int _{-\infty }^{+\infty }\int _{-\infty }^{+\infty }\cdots \int _{-\infty }^{+\infty }\Psi _{i}^{*}(q_{n})\,{\hat {A}}\,\Psi _{j}(q_{n})\,{\rm {d}}\tau =\int _{-\infty }^{+\infty }\int _{-\infty }^{+\infty }\cdots \int _{-\infty }^{+\infty }\left(\Psi _{j}^{*}(q_{n})\,{\hat {A}}\,\Psi _{i}(q_{n})\right)^{*}\,{\rm {d}}\tau }
Dit geldt indien de hermitische operator reëel is:
{\displaystyle \langle A\rangle =\langle A\rangle ^{*}}

## Rol in de kwantummechanica
Hermitische operatoren spelen een belangrijke rol in de kwantummechanica, waar zij natuurkundige grootheden voorstellen. Hun werkelijke (reële) waarden geven de mogelijke waarden van de grootte en hun vectoren de geassocieerde toestanden aan. Het tweede postulaat van de kwantummechanica stelt dat met iedere waarneembare natuurkundige grootheid A een hermitische operator Â geassocieerd is. Daar waar de grootheid A in de klassieke mechanica wordt uitgedrukt in termen van een coördinaat qi en een impuls pi:
{\displaystyle A\left(q_{i},p_{i}\right)}
wordt in de kwantummechanica een lineaire hermitische operator ingevoerd:
{\displaystyle {\hat {A}}\left(q_{i},{\frac {\hbar }{i}}{\frac {\partial }{\partial q_{i}}}\right)}
Deze operator bezit een complete verzameling van (orthonormale) eigenfuncties. Dat impliceert dat iedere functie {\displaystyle \Psi }, die aan dezelfde randvoorwaarden voldoet als de eigenfuncties {\displaystyle \alpha _{i}} van de operator, kan worden beschreven als een lineaire combinatie van deze eigenfuncties:
{\displaystyle \Psi =\sum _{n}c_{n}|\alpha _{i}\rangle }
Van bijzonder belang is de Hamiltoniaan, de hermitische operator die voorkomt in de schrödingervergelijking:
{\displaystyle {\hat {H}}\psi =\left({\hat {V}}-{\frac {\hbar ^{2}}{2m}}{\hat {\nabla }}^{2}\right)\psi }

## Voetnoten
1. ↑  Indien de eigenfuncties niet orthonormaal zijn, kan de Gram-Schmidtmethode worden toegepast.